# Ozdenij, Rojîșce
Ozdenij (în ucraineană Озденіж) este un sat în comuna Ivanciîți din raionul Rojîșce, regiunea Volînia, Ucraina.

## Demografie
Componența lingvistică a localității Ozdenij
     Ucraineană (99,47%)
     Alte limbi (0,53%)
Conform recensământului din 2001, majoritatea populației localității Ozdenij era vorbitoare de ucraineană (99,47%), existând în minoritate și vorbitori de alte limbi.